# 시스템 6
시스템 6(System 6)은 애플이 1988년에 출시한 맥 OS 계열의 운영체제이다.

## 버전 역사
- 6.0 (1988년 4월)
- 6.0.1 (1988년 9월 19일)
- 6.0.2 (1988년 9월 19일)
- 6.0.3 (1989년 3월 7일)
- 6.0.4 (1989년 9월 20일)
- 6.0.5 (1990년 3월 19일)
- 6.0.6 (1990년 3월 19일)
- 6.0.7 (1990년 10월 15일)
- 6.0.8 (1991년 5월 13일)
- 6.0.8L (1992년 3월 23일)